# Zonsverduistering van 9 mei 1910

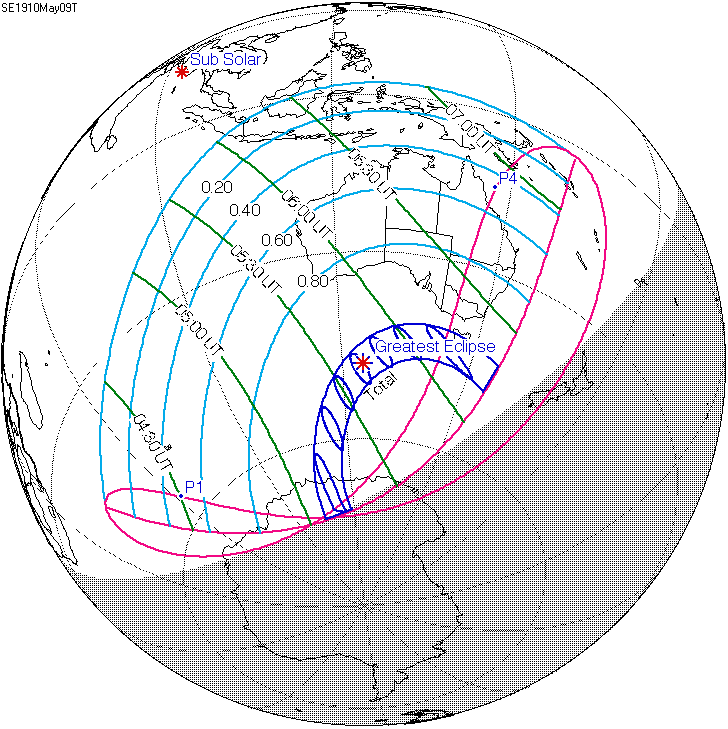
De zonsverduistering was te zien tussen de blauwe lijnen.

De totale zonsverduistering van 9 mei 1910 trok veel over zee, maar was achtereenvolgens te zien in Antarctica en Tasmanië.

## Lengte

### Maximum
Het punt met maximale totaliteit lag op zee ver van enig land op coördinatenpunt 48.1774° Zuid / 125.2369° Oost en duurde 4m15,3s.

### Limieten
| Fenomeen                    | Code | Tijdstip UTC  |
| --------------------------- | ---- | ------------- |
| Eerste contact bijschaduw   | P1   | 03:38:09.9 UT |
| Eerste contact kernschaduw  | U1   | 05:04:47.6 UT |
| Kernschaduw compleet vanaf  | U2   | 05:13:47.6 UT |
| Bijschaduw compleet vanaf   | P2   | Niet          |
| Maximum eclips              | GE   | 05:42:01.2 UT |
| Bijschaduw compleet t/m     | P3   | Niet          |
| Kernschaduw compleet t/m    | U3   | 06:10:40.3 UT |
| Laatste contact kernschaduw | U4   | 06:19:38.7 UT |
| Laatste contact bijschaduw  | P4   | 07:46:09.5 UT |